# Porwany
Porwany (ang. Kidnap) – amerykański thriller z 2017 roku w reżyserii Luisa Prieto, wyprodukowany przez wytwórnię Aviron Pictures.

## Fabuła
Kilkuletni Frankie jest spełnieniem marzeń Karli Dyson (Halle Berry). Kobieta jest gotowa na największe poświęcenie dla ukochanego jedynaka. Pewnego dnia podczas wizyty w wesołym miasteczku dochodzi do dramatycznych wydarzeń. Zamaskowani napastnicy na oczach matki porywają i wciągają chłopca do samochodu. Zrozpaczona Karla rusza za nimi w pościg, ale szybko gubi trop. Podejrzany samochód znika jej z pola widzenia. Tego samego dnia zgłasza sprawę odpowiednim służbom. Nie ma pojęcia, kto i dlaczego uprowadził Frankiego. Miejscowy szeryf wprost daje jej do zrozumienia, że szanse na odnalezienie chłopca są znikome i próbuje przygotować ją na najgorsze. Na domiar złego policja nie robi nic, aby namierzyć miejsce pobytu zakładnika.
Dyson nie zamierza jednak tak łatwo rezygnować. Zdaje sobie sprawę z tego, że teraz życie Frankiego spoczywa w jej rękach. Zdana wyłącznie na siebie kobieta bez wahania postanawia przejąć inicjatywę i samodzielnie wytropić przestępców, którzy rozdzielili ją z synem. Wyniki prywatnego śledztwa okazują się zaskakujące.

## Obsada
- Halle Berry jako Karla Dyson
- Sage Correa jako Frankie Dyson
- Chris McGinn jako Margo Vickey
- Lew Temple jako Terrence "Terry" Vickey
- Jason Winston George jako David
- Aaron Shiver jako Bill
- Kurtis Bedford jako Del
- Carmela Riley jako Stephanie

## Odbiór

### Zysk
Film Porwany zarobił 30,7 miliona dolarów w Stanach Zjednoczonych i Kanadzie oraz 2 miliony dolarów w pozostałych państwach; łącznie 32,7 miliona dolarów w stosunku do budżetu produkcyjnego 21 milionów dolarów.

### Krytyka
Film Porwany spotkał się z mieszaną reakcją krytyków. W serwisie Rotten Tomatoes 36% z dziewięćdziesięciu dwóch recenzji filmu jest pozytywne (średnia ocen wyniosła 4,50 na 10). Na portalu Metacritic średnia ocen z 26 recenzji wyniosła 44 punkty na 100.